# 内山政人
内山 政人（うちやま まさと、1985年6月25日 - ）は、日本の男性キックボクサー、総合格闘家。長野県出身。元アカデミア・アーザ所属。

## 来歴
2008年12月28日、アカデミア・アーザ所属としてDEEPフューチャーキングトーナメント2008・ウェルター級に出場し、2回戦敗退。
2009年7月20日、TRIBELATE vol.24で千蔵と対戦し、TKO勝ち。
2009年9月28日、Survivor Round.1でMIKOTOと対戦し、3-0の判定勝ち。この試合より所属が小比類巻道場となった。
2009年11月1日、HEAT初参戦となったHEAT12で我龍真吾と対戦し、2R途中に偶発的なバッティングで内山がカットしドクターストップとなりその時点までの内容で3-0の判定勝ちとなった。
2010年1月25日、Survivor 〜Round.3 立川隆史・引退記念興行〜で平尾大智と対戦予定であったが、両者とも練習中の怪我のため欠場となった。
2010年3月13日、Krush×Survivorのオープニングファイトで小西拓槙と対戦し、0-3の判定負けを喫した。
2010年5月27日、Krush.7で松倉信太郎と対戦し、右ストレートでKO負けを喫した。

## 戦績

### キックボクシング
| キックボクシング 戦績 | キックボクシング 戦績 | キックボクシング 戦績 | キックボクシング 戦績 | キックボクシング 戦績 | キックボクシング 戦績 | キックボクシング 戦績 |
| --------------------- | --------------------- | --------------------- | --------------------- | --------------------- | --------------------- | --------------------- |
| 13 試合               | (T)KO                 | 判定                  | その他                | 引き分け              | 無効試合              |                       |
| 8 勝                  | 1                     | 7                     | 0                     | 0                     | 0                     |                       |
| 5 敗                  | 1                     | 4                     | 0                     | 0                     | 0                     |                       |

| 勝敗 | 対戦相手      | 試合結果                          | 大会名                                 | 開催年月日    |
| ×    | 胡亜飛        | 3R終了判定                        | 2012“湯都論剣”世界格闘王者争覇戦       | 2012年8月8日  |
| ×    | 松村☆D☆HIRO克 | 3R終了 判定0-3                    | Krush.19                               | 2012年6月9日  |
| ○    | 一龍          | 3R終了判定                        | 2012 武林風 第7回中日対抗戦            | 2012年3月31日 |
| ×    | 松倉信太郎    | 3R 1:09 KO（右ストレート）        | Krush.7                                | 2010年5月27日 |
| ×    | 小西拓槙      | 3R終了 判定0-3                    | Krush×Survivor【オープニングファイト】 | 2010年3月13日 |
| ○    | 我龍真吾      | 2R 1:21 負傷判定3-0               | HEAT12                                 | 2009年11月1日 |
| ○    | MIKOTO        | 3R終了 判定3-0                    | Survivor Round.1                       | 2009年9月28日 |
| ○    | 千蔵          | 3R 0:37 TKO（レフェリーストップ） | TRIBELATE vol.24                       | 2009年7月20日 |

### 総合格闘技
| 総合格闘技 戦績 | 総合格闘技 戦績 | 総合格闘技 戦績 | 総合格闘技 戦績 | 総合格闘技 戦績 | 総合格闘技 戦績 | 総合格闘技 戦績 |
| --------------- | --------------- | --------------- | --------------- | --------------- | --------------- | --------------- |
| 4 試合          | (T)KO           | 一本            | 判定            | その他          | 引き分け        | 無効試合        |
| 2 勝            | 0               | 0               | 2               | 0               | 0               | 0               |
| 2 敗            | 0               | 0               | 2               | 0               | 0               | 0               |

| 勝敗 | 対戦相手   | 試合結果          | 大会名                                                                                       | 開催年月日     |
| ○    | 竹川光一郎 | 5分2R終了 判定0-2 | PANCRASE 2012 PROGRESS TOUR                                                                  | 2012年12月1日  |
| ×    | 佐久間博彰 | 5分1R終了 判定0-3 | DEEPフューチャーキングトーナメント2008 【フューチャーキングトーナメント ウェルター級 2回戦】 | 2008年12月28日 |
| ○    | 高橋圭典   | 5分1R終了 判定3-0 | DEEPフューチャーキングトーナメント2008 【フューチャーキングトーナメント ウェルター級 1回戦】 | 2008年12月28日 |
| ×    | 高田谷悟   | 3分3R終了 判定0-3 | POWERGATE 11 帰還 in フラミンゴ・ジ・アルーシャ                                              | 2006年10月29日 |